# Ньюланд, Адриан ван (младший)
Адриан ван Ньюланд (младший) (нид Adriaen van Nieulandt, также Nieulandt, Nieuwelandt, Nieuwlandt, Nieulant, Nieuweland, род. ок. 1586 г. Антверпен — похоронен 7 июля 1658, Амстердам) — фламандский живописец, рисовальщик и гравёр Золотого века Нидерландов.
Назван «Младший» в отличие от отца, носившего то же имя. Работал преимущественно в Амстердаме, а также в своём родном городе, в Антверпене, и в Дании.

## Жизнь и творчество
Родился в семье торговца, Адриана ван Ньюланда. и его супруги Гертруды Лойсон. В 1589 году, через некоторое время после осады и взятия Антверпена испанскими войсками, семья Ньюландов, придерживавшаяся кальвинистского вероисповедания, вынуждена была переселиться из Южных Нидерландов на север, в Амстердам. Кроме религиозных причин, на это решение мог повлиять и тот факт, что на севере Нидерландов экономическая обстановка в то время была более благоприятной.
В Амстердаме Адриан ван Ньюланд изучает искусство живописи и рисунка под руководством художников Питера Исаакса и, также выходца из Антверпена, Франца Баденса. Братья Адриана, Виллем и Якоб (ок. 1593—1627), также стали живописцами. Родившийся в Дании учитель Адриана, Питер Исаакс, помог получить своему ученику при датском дворе от короля Дании Кристиана IV заказ на 11 полотен (в 1619—1620 годах). Эти его работы предназначались для капеллы в замке Фредериксборг, но были уничтожены во время пожара в 1859 году.
Картины Адриана ван Ньюланда относятся к самым различным жанрам: он писал полотна, посвящённые различным историческим событиям, на библейские и мифологические темы, портреты, пейзажи и натюрморты, занимался декорированием. Его произведения можно увидеть в Рейксмюсеум (Королевском художественном музее в Амстердаме, Rijksmuseum), в Амстердамском историческом музее, музее Франса Гальса, в музее Маурицхёйс (Mauritshuis museum), в Институте искусств Курто в Лондоне, художественном музее Статенс в Копенгагене (Statens). Одной из наиболее известных его картин является полотно «Посещение больных проказой в Амстердаме» (1633), написанной по заказу директора больницы для прокажённых (ныне хранится в амстердамском Королевском музее). С 1628 года Адриан ван Ньюланд также занимается торговлей произведениями искусства и их оценкой.

## Семья
19 мая 1609 года художник вступает в брак с Каталинкен Рес (1591-ок. 1645). В этом союзе они имели 12 детей, из которых в юном возрасте скончались восемь. Дочь Адриана и Каталинкен, Абигель, была замужем за художником Саломоном Конинком (Salomon Koninck). Семья жила в Амстердаме, на улице Breestraat, находившейся в «квартале художников» города. Напротив их жилища находился дом Рембрандта. Дом учителя Адриана ван Ньюланда, Питера Исаакса, был на два дома выше по улице.

## Галерея
- «На кухне»
- «Амариллис венчает венком Миртилло»
- «Натюрморт суеты» (1636)
- «Моисей и медный змий»
- «Иосифа продают его братья» (1658)
- «Принц Мориц Оранский, его конь и грум» (1624)